# Puchar Świata w Rugby 2019 (składy)

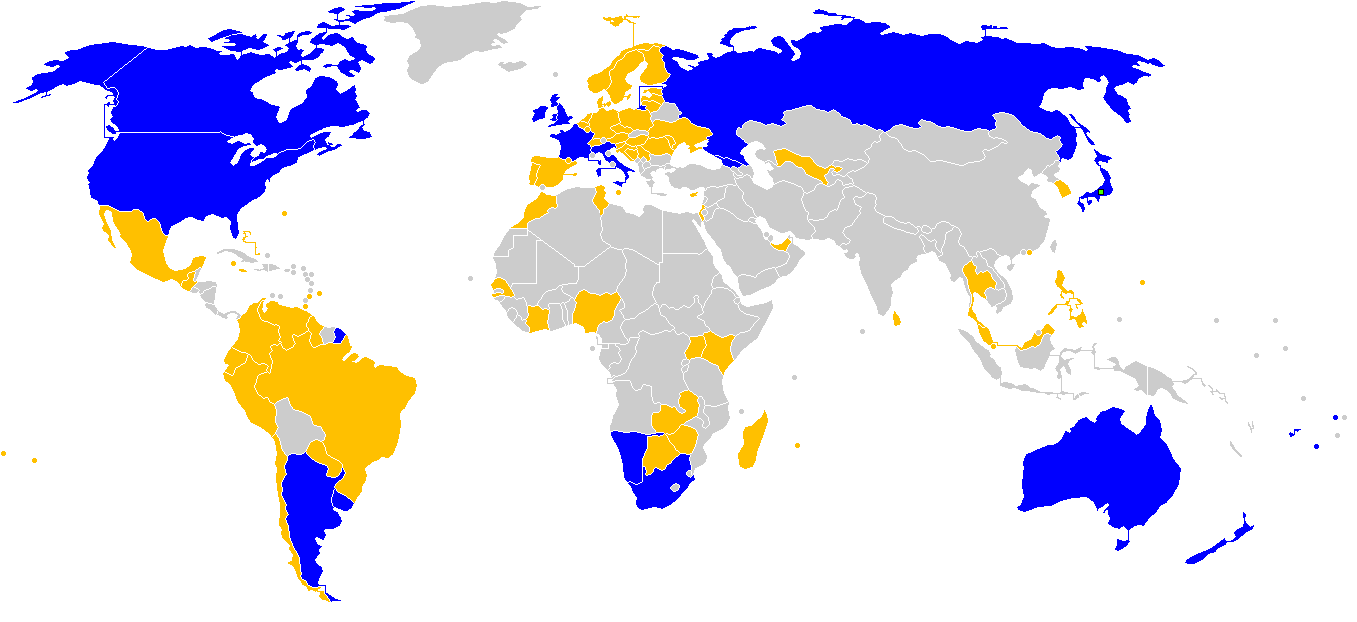
Uczestnicy Pucharu Świata 2019

Artykuł grupuje składy reprezentacji na Puchar Świata w Rugby 2019, który odbędzie się w Japonii w dniach 20 września – 2 listopada 2019 roku.
Każda reprezentacja uczestnicząca w turnieju mogła wystawić drużynę składającą się z trzydziestu jeden zawodników. Termin przesyłania składów do World Rugby upływał 8 września 2019 roku. Po tym terminie zgłoszony gracz mógł być zastąpiony za zgodą World Rugby jedynie w przypadku kontuzji. Raz zastąpiony zawodnik nie mógł ponownie zagrać w turnieju, a zastępujący go gracz uprawniony był do wzięcia udziału w meczu po upływie 48 godzin.

## Grupa A

### Irlandia
Trener Joe Schmidt ogłosił trzydziestojednoosobowy skład 2 września 2019 roku. Z powodu kontuzji Jordi Murphy zastąpił Jacka Conana, zaś Rob Herring Seana Cronina.

### Japonia
Trener Jamie Joseph ogłosił trzydziestojednoosobowy skład 29 sierpnia 2019 roku.

### Rosja
Trener Lyn Jones ogłosił trzydziestojednoosobowy skład 1 września 2019 roku.

### Samoa
Trener Steve Jackson ogłosił trzydziestojednoosobowy skład 31 sierpnia 2019 roku. Jeszcze przed turniejem Scott Malolua z powodu urazu odniesionego w ostatnim meczu przygotowawczym został zastąpiony przez Pele Cowleya. Z powodu kontuzji Afaesetiti Amosa został zastąpiony przez Alamanda Motuga.

### Szkocja
Trener Gregor Townsend ogłosił trzydziestojednoosobowy skład 3 września 2019 roku. Z powodu kontuzji odniesionych w pierwszym spotkaniu Hamish Watson i Ali Price zostali zastąpieni odpowiednio przez Magnusa Bradbury’ego i Henry’ego Pyrgosa.

## Grupa B

### Kanada
Trener Kingsley Jones ogłosił trzydziestojednoosobowy skład 3 września 2019 roku. Z powodu kontuzji odniesionej w ostatnim meczu przygotowawczym Justin Blanchet został zastąpiony przez Josha Larsena. Już w trakcie turnieju z powodu urazów Nick Blevins i Ben LeSage zostali zastąpieni przez Guiseppe du Toita i Theo Saudera, zaś z uwagi na symptomy wstrząśnienia mózgu Taylor Paris i Mike Sheppard zostali zastąpieni przez Kainoa Lloyda i Dustina Dobravsky'ego.

### Namibia
Trener Phil Davies ogłosił trzydziestojednoosobowy skład 2 września 2019 roku.

### Nowa Zelandia
Trener Steve Hansen ogłosił trzydziestojednoosobowy skład 28 sierpnia 2019 roku. Z powodu odczuwanych efektów wstrząśnienia mózgu Luke Jacobson został jeszcze przed turniejem zastąpiony przez Shannona Frizella.

### Południowa Afryka
Trener Rassie Erasmus ogłosił trzydziestojednoosobowy skład 26 sierpnia 2019 roku. W trakcie turnieju kontuzjowanego Trevora Nyakane zastąpił Thomas du Toit, zaś Jesse’ego Kriela Damian Willemse.

### Włochy
Trener Conor O’Shea ogłosił trzydziestojednoosobowy skład 18 sierpnia 2019 roku. Z powodu kontuzji Simone Ferrari i Marco Riccioni zostali zastąpieni przez Giosuè Zilocchiego i Danilo Fischettiego.

## Grupa C

### Anglia
Trener Eddie Jones ogłosił trzydziestojednoosobowy skład 13 sierpnia 2019 roku. Z powodu kontuzji Willi Heinz został zastąpiony przez Bena Spencera.

### Argentyna
Trener Mario Ledesma ogłosił trzydziestojednoosobowy skład 19 sierpnia 2019 roku. Z powodu kontuzji Tomás Cubelli został zastąpiony przez Gonzalo Bertranou.

### Francja
Trener Jacques Brunel ogłosił trzydziestojednoosobowy skład 2 września 2019 roku. Z powodu niedoleczonej kontuzji Wesley Fofana wycofał się z zawodów i został zastąpiony przez Pierre-Louisa Barassiego. W trakcie turnieju Demba Bamba, Peato Mauvaka i Thomas Ramos z powodu kontuzji zostali zastąpieni odpowiednio przez Cedate Gomes Sa, Christophera Tolofuę i Vincenta Ratteza.

### USA
Trener Gary Gold ogłosił trzydziestojednoosobowy skład 8 września 2019 roku. Z powodu kontuzji David Ainuʻu został zastąpiony przez Chance Wenglewski.

### Tonga
Trener Toutai Kefu ogłosił trzydziestojednoosobowy skład 1 września 2019 roku. Z powodu kontuzji Kurt Morath został zastąpiony przez Latiume Fosita, a Nafi Tuitavake przez Daniel Kilioni.

## Grupa D

### Australia
Trener Michael Cheika ogłosił trzydziestojednoosobowy skład 23 sierpnia 2019 roku.

### Fidżi
Trener John McKee ogłosił trzydziestodwuoosobowy skład 16 sierpnia 2019 roku, który miał zredukować o jednego zawodnika po ostatnim meczu przygotowawczym, co też uczynił 3 września. Skreślony wówczas Lee-Roy Atalifo powrócił do składu jeszcze przed turniejem z powodu kontuzji Kalivati Tawake.

### Gruzja
Trener Milton Haig ogłosił trzydziestojednoosobowy skład 2 września 2019 roku.

### Urugwaj
Trener Esteban Meneses ogłosił trzydziestojednoosobowy skład 30 sierpnia 2019 roku.

### Walia
Trener Warren Gatland ogłosił trzydziestojednoosobowy skład 1 września 2019 roku. Z powodu kontuzji Cory Hill został zastąpiony przez Bradleya Daviesa, zaś Josh Navidi przez Owena Lane'a.